# Rexall Edmonton Indy de 2008
O Rexall Edmonton Indy de 2008 foi a décima terceira corrida da temporada de 2008 da IndyCar Series. A corrida foi disputada no dia 18 de julho no circuito montado no Edmonton City Centre Airport, localizado na cidade de Edmonton, Alberta. O vencedor foi o neozelandês Scott Dixon, da equipe Chip Ganassi Racing.

## Pilotos e Equipes
| Nº | Piloto               | Equipe                     | Chassis | Motor | Pneu |
| -- | -------------------- | -------------------------- | ------- | ----- | ---- |
| 2  | A. J. Foyt IV        | Vision Racing              | Dallara | Honda | F    |
| 3  | Hélio Castroneves    | Team Penske                | Dallara | Honda | F    |
| 4  | Vitor Meira          | Panther Racing             | Dallara | Honda | F    |
| 5  | Oriol Servià (R)     | KV Racing Technology       | Dallara | Honda | F    |
| 6  | Ryan Briscoe         | Team Penske                | Dallara | Honda | F    |
| 7  | Danica Patrick       | Andretti-Green Racing      | Dallara | Honda | F    |
| 8  | Will Power (R)       | KV Racing Technology       | Dallara | Honda | F    |
| 9  | Scott Dixon          | Chip Ganassi Racing        | Dallara | Honda | F    |
| 10 | Dan Wheldon          | Chip Ganassi Racing        | Dallara | Honda | F    |
| 11 | Tony Kanaan          | Andretti-Green Racing      | Dallara | Honda | F    |
| 14 | Darren Manning       | A. J. Foyt Enterprises     | Dallara | Honda | F    |
| 15 | Buddy Rice           | Dreyer & Reinbold Racing   | Dallara | Honda | F    |
| 17 | Ryan Hunter-Reay     | Rahal Letterman Racing     | Dallara | Honda | F    |
| 18 | Bruno Junqueira      | Dale Coyne Racing          | Dallara | Honda | F    |
| 19 | Mario Moraes (R)     | Dale Coyne Racing          | Dallara | Honda | F    |
| 20 | Ed Carpenter         | Vision Racing              | Dallara | Honda | F    |
| 22 | Paul Tracy           | Vision Racing              | Dallara | Honda | F    |
| 23 | Townsend Bell        | Dreyer & Reinbold Racing   | Dallara | Honda | F    |
| 25 | Marty Roth           | Roth Racing                | Dallara | Honda | F    |
| 26 | Marco Andretti       | Andretti-Green Racing      | Dallara | Honda | F    |
| 27 | Hideki Mutoh (R)     | Andretti-Green Racing      | Dallara | Honda | F    |
| 33 | E. J. Viso (R)       | HVM Racing                 | Dallara | Honda | F    |
| 34 | Jaime Câmara (R)     | Conquest Racing            | Dallara | Honda | F    |
| 36 | Enrique Bernoldi (R) | Conquest Racing            | Dallara | Honda | F    |
| 96 | Mario Domínguez (R)  | Pacific Coast Motorsports  | Dallara | Honda | F    |
| 02 | Justin Wilson (R)    | Newman/Haas/Lanigan Racing | Dallara | Honda | F    |
| 06 | Graham Rahal (R)     | Newman/Haas/Lanigan Racing | Dallara | Honda | F    |

- (R) - Rookie

## Resultados

### Treino classificatório
| Treino classificatório - 25 de julho | Treino classificatório - 25 de julho | Treino classificatório - 25 de julho | Treino classificatório - 25 de julho | Treino classificatório - 25 de julho | Treino classificatório - 25 de julho | Treino classificatório - 25 de julho | Treino classificatório - 25 de julho |
| Pos.                                 | Nº                                   | Piloto                               | Equipe                               | Q1                                   | Q1                                   | Q2                                   | Q3                                   |
| Pos.                                 | Nº                                   | Piloto                               | Equipe                               | Grupo 1                              | Grupo 2                              | Q2                                   | Q3                                   |
| ------------------------------------ | ------------------------------------ | ------------------------------------ | ------------------------------------ | ------------------------------------ | ------------------------------------ | ------------------------------------ | ------------------------------------ |
| 1                                    | 6                                    | Ryan Briscoe                         | Team Penske                          | 1:01.6595                            |                                      | 1:01.2364                            | 1:00.7311                            |
| 2                                    | 3                                    | Hélio Castroneves                    | Team Penske                          | 1:01.1643                            |                                      | 1:00.9457                            | 1:00.8360                            |
| 3                                    | 5                                    | Oriol Servià (R)                     | KV Racing Technology                 | 1:01.8441                            |                                      | 1:01.0919                            | 1:00.8584                            |
| 4                                    | 9                                    | Scott Dixon                          | Chip Ganassi Racing                  | 1:01.4255                            |                                      | 1:01.1080                            | 1:00.8585                            |
| 5                                    | 8                                    | Will Power (R)                       | KV Racing Technology                 |                                      | 1:01.4640                            | 1:01.1174                            | 1:01.0154                            |
| 6                                    | 02                                   | Justin Wilson (R)                    | Newman/Haas/Lanigan Racing           | 1:01.5515                            |                                      | 1:01.1849                            | sem tempo                            |
| 7                                    | 18                                   | Bruno Junqueira                      | Dale Coyne Racing                    | 1:02.1752                            |                                      | 1:01.2991                            |                                      |
| 8                                    | 06                                   | Graham Rahal (R)                     | Newman/Haas/Lanigan Racing           |                                      | 1:01.8258                            | 1:01.4573                            |                                      |
| 9                                    | 10                                   | Dan Wheldon                          | Chip Ganassi Racing                  |                                      | 1:01.6032                            | 1:01.6656                            |                                      |
| 10                                   | 19                                   | Mario Moraes (R)                     | Dale Coyne Racing                    |                                      | 1:01.5063                            | 1:01.7552                            |                                      |
| 11                                   | 36                                   | Enrique Bernoldi (R)                 | Conquest Racing                      |                                      | 1:02.0436                            | 1:02.0227                            |                                      |
| 12                                   | 11                                   | Tony Kanaan                          | Andretti-Green Racing                |                                      | 1:01.7011                            | sem tempo                            |                                      |
| 13                                   | 26                                   | Marco Andretti                       | Andretti-Green Racing                | 1:02.2991                            |                                      |                                      |                                      |
| 14                                   | 17                                   | Ryan Hunter-Reay                     | Rahal Letterman Racing               |                                      | 1:02.1039                            |                                      |                                      |
| 15                                   | 7                                    | Danica Patrick                       | Andretti-Green Racing                | 1:02.4171                            |                                      |                                      |                                      |
| 16                                   | 22                                   | Paul Tracy                           | Vision Racing                        |                                      | 1:02.2387                            |                                      |                                      |
| 17                                   | 4                                    | Vitor Meira                          | Panther Racing                       | 1:02.4907                            |                                      |                                      |                                      |
| 18                                   | 2                                    | A. J. Foyt IV                        | Vision Racing                        |                                      | 1:03.1346                            |                                      |                                      |
| 19                                   | 14                                   | Darren Manning                       | A. J. Foyt Enterprises               | 1:02.6644                            |                                      |                                      |                                      |
| 20                                   | 96                                   | Mario Domínguez (R)                  | Pacific Coast Motorsports            |                                      | 1:03.1359                            |                                      |                                      |
| 21                                   | 33                                   | E. J. Viso (R)                       | HVM Racing                           | 1:02.9242                            |                                      |                                      |                                      |
| 22                                   | 27                                   | Hideki Mutoh (R)                     | Andretti-Green Racing                |                                      | 1:03.8100                            |                                      |                                      |
| 23                                   | 15                                   | Buddy Rice                           | Dreyer & Reinbold Racing             | 1:03.4276                            |                                      |                                      |                                      |
| 24                                   | 20                                   | Ed Carpenter                         | Vision Racing                        |                                      | 1:03.8825                            |                                      |                                      |
| 25                                   | 23                                   | Townsend Bell                        | Dreyer & Reinbold Racing             | 1:03.6396                            |                                      |                                      |                                      |
| 26                                   | 25                                   | Marty Roth                           | Roth Racing                          |                                      | 1:09.0498                            |                                      |                                      |
| 27                                   | 34                                   | Jaime Câmara (R)                     | Conquest Racing                      | 1:03.8572                            |                                      |                                      |                                      |
| Relatório[ligação inativa]           |                                      |                                      |                                      |                                      |                                      |                                      |                                      |

- (R) - Rookie

### Corrida
| Corrida - 26 de julho      | Corrida - 26 de julho | Corrida - 26 de julho | Corrida - 26 de julho      | Corrida - 26 de julho | Corrida - 26 de julho | Corrida - 26 de julho | Corrida - 26 de julho | Corrida - 26 de julho |
| Pos                        | Nº                    | Piloto                | Equipe                     | Voltas                | Tempo                 | Largada               | Voltas na Liderança   | Pontos                |
| -------------------------- | --------------------- | --------------------- | -------------------------- | --------------------- | --------------------- | --------------------- | --------------------- | --------------------- |
| 1                          | 9                     | Scott Dixon           | Chip Ganassi Racing        | 91                    | 1:51:05.7039          | 4                     | 30                    | 50                    |
| 2                          | 3                     | Hélio Castroneves     | Team Penske                | 91                    | +5.9237               | 2                     | 35                    | 43                    |
| 3                          | 02                    | Justin Wilson (R)     | Newman/Haas/Lanigan Racing | 91                    | +13.4009              | 6                     | 0                     | 35                    |
| 4                          | 22                    | Paul Tracy            | Vision Racing              | 91                    | +28.1462              | 15                    | 0                     | 32                    |
| 5                          | 5                     | Oriol Servià (R)      | KV Racing Technology       | 91                    | +28.7132              | 3                     | 0                     | 30                    |
| 6                          | 6                     | Ryan Briscoe          | Team Penske                | 91                    | +36.8816              | 1                     | 3                     | 28                    |
| 7                          | 10                    | Dan Wheldon           | Chip Ganassi Racing        | 91                    | +41.8281              | 9                     | 0                     | 26                    |
| 8                          | 17                    | Ryan Hunter-Reay      | Rahal Letterman Racing     | 91                    | +42.1294              | 13                    | 0                     | 24                    |
| 9                          | 11                    | Tony Kanaan           | Andretti-Green Racing      | 91                    | +43.0732              | 27                    | 9                     | 22                    |
| 10                         | 14                    | Darren Manning        | A. J. Foyt Enterprises     | 91                    | +43.3363              | 18                    | 0                     | 20                    |
| 11                         | 15                    | Buddy Rice            | Dreyer & Reinbold Racing   | 91                    | +48.3526              | 22                    | 0                     | 19                    |
| 12                         | 2                     | A. J. Foyt IV         | Vision Racing              | 91                    | +50.1271              | 17                    | 3                     | 18                    |
| 13                         | 20                    | Ed Carpenter          | Vision Racing              | 91                    | +57.5967              | 23                    | 0                     | 17                    |
| 14                         | 18                    | Bruno Junqueira       | Dale Coyne Racing          | 91                    | +1:01.1009            | 7                     | 0                     | 16                    |
| 15                         | 33                    | E. J. Viso (R)        | HVM Racing                 | 90                    | +1 volta              | 20                    | 0                     | 15                    |
| 16                         | 36                    | Enrique Bernoldi (R)  | Conquest Racing            | 90                    | +1 volta              | 11                    | 0                     | 14                    |
| 17                         | 26                    | Marco Andretti        | Andretti-Green Racing      | 90                    | +1 volta              | 12                    | 11                    | 13                    |
| 18                         | 7                     | Danica Patrick        | Andretti-Green Racing      | 88                    | +3 voltas             | 14                    | 0                     | 12                    |
| 19                         | 4                     | Vitor Meira           | Panther Racing             | 85                    | +6 voltas             | 16                    | 0                     | 12                    |
| 20                         | 19                    | Mario Moraes (R)      | Dale Coyne Racing          | 85                    | +6 voltas             | 10                    | 0                     | 12                    |
| 21                         | 25                    | Marty Roth            | Roth Racing                | 84                    | +7 voltas             | 25                    | 0                     | 12                    |
| 22                         | 8                     | Will Power (R)        | KV Racing Technology       | 72                    | +19 voltas            | 5                     | 0                     | 12                    |
| 23                         | 34                    | Jaime Câmara (R)      | Conquest Racing            | 68                    | Mecânico              | 26                    | 0                     | 12                    |
| 24                         | 96                    | Mario Domínguez (R)   | Pacific Coast Motorsports  | 51                    | Abandono              | 19                    | 0                     | 12                    |
| 25                         | 23                    | Townsend Bell         | Dreyer & Reinbold Racing   | 48                    | Contato               | 24                    | 0                     | 10                    |
| 26                         | 06                    | Graham Rahal (R)      | Newman/Haas/Lanigan Racing | 44                    | Contato               | 8                     | 0                     | 10                    |
| 27                         | 27                    | Hideki Mutoh (R)      | Andretti-Green Racing      | 27                    | Contato               | 21                    | 0                     | 10                    |
| Relatório[ligação inativa] |                       |                       |                            |                       |                       |                       |                       |                       |

- (R) - Rookie